# 初恋那件小事 (电视剧)
《初恋那件小事》（英語：A Little Thing Called First Love），是一部由芒果影视、芒果娱乐、沣禾汇文化传媒有限公司出品，綦小卉执导，赖冠霖、赵今麦主演的2019年中国偶像剧，本剧改编自泰国电影《初恋那件小事》，主要讲述梁又年与夏淼淼的爱情故事，中國大陸於2019年10月23日于湖南卫视首播。台灣由愛奇藝台灣站10月24日起全台首播。

## 播出时间
| 頻道                  | 所在地   | 播出日期       | 播出時間                                      | 備註                                                                                  |
| --------------------- | -------- | -------------- | --------------------------------------------- | ------------------------------------------------------------------------------------- |
| 湖南衛視              | 中国     | 2019年10月23日 | 星期一至四 22:00－23:50（两集连播）           |                                                                                       |
| 芒果TV                | 中国     | 2019年10月23日 | VIP星期二至五22:00同步更新 非VIP次日24:00轉免 |                                                                                       |
| 爱奇艺                | 中国     | 2019年10月23日 | VIP星期二至五22:00同步更新 非VIP次日24:00轉免 |                                                                                       |
| 愛奇藝台灣站          | 臺灣     | 2019年10月24日 | 星期二至五 22:00（同步更新2集）               |                                                                                       |
| Astro双星 Astro双星HD | 马来西亚 | 2019年10月28日 | 每日 17:00 - 18:00                            | Astro旗下VOD服务On Demand， 已于10月23日起首集播出后， 将与湖南卫视同步提供最新剧集。 |

## 演员列表
| 演員   | 角色   | 原版角色 | 介紹 |
| 赖冠霖 | 梁又年 | 小莫學長 | 学霸，高中时期就一直是年级第一。母亲是一名优秀、幽默的建筑设计师，在一次建筑坍塌事件中去世。父亲是一名美术老师，并开了美术班。因为母亲的影响而不顾父亲反对考上海城大學建築系。是建筑系系草和美术社社长。他继承了母亲的幽默并拥有当建筑设计师的天赋。原本和林开拓是很好的朋友，可由于父亲与林开拓母亲结婚的原因导致林开拓与其绝交，后和好。原把淼淼當妹妹，后知后觉发现自己早在高中时期就喜歡上了夏淼淼，於是准备和夏淼淼表白，可被淼淼抢先表白了，为了回应淼淼而把她约到了拥有两人美好回忆的灯塔，进行了一场深情的告白。后来得到了去英国爱丁堡大学做交换生的资格，淼淼为了与他同行而努力获得了去英国伯明翰大学交换的资格，可为了完成母亲生前未完成的项目，梁又年放弃了出国，他怕淼淼为了自己而放弃前程而无法和淼淼开口，导致淼淼觉得他们之间无法坦诚相待而与其分手。一年后，淼淼回国，在自己的努力下，与淼淼复合。毕业后，完成了养老院的项目也成为了一名优秀的建筑设计师。                                             |
| 赵今麦 | 夏淼淼 | 小嵐     | 原本是位成绩与长相平平的人，因为喜歡學長梁又年而努力學習，改变自己成为配得上他的人，后出落的很漂亮并变得很优秀。表面看起来软弱，其实有时做事决绝。为了增强画画技能而拜梁又年父亲为师。一直想读海城大学服装系，可她母亲偷偷的给她报了海城大學建築系，后在梁又年的支持下不顾母亲反对，轉至服裝系，并成为了服装系系花。高中时期對梁又年一見鐘情，喜歡梁又年，但一直不敢表白。大学时，知道学长要出国留学便跟学长表白，梁又年也乘机表明了自己的心意，两人就此在一起。为了解决异地恋的麻烦，淼淼决定决定和他一起去留学。在一番努力后，得到了去英国伯明翰大学交换的资格，可梁又年因为母亲生前未完成的养老院项目重启了而决定留下来完成这个项目，但却不知道怎么开口告诉淼淼，怕她为了自己而放弃前途留下来。淼淼知道真相后，以为梁又年无法与其坦诚相待而提出分手。一年后，回到国内，拒绝了学弟王雨恬的表白，并在梁又年的努力下与其复合。后拒绝了一些知名服装公司的邀请，去了新开的公司做实习生，并打算待丰富资历后自己创个品牌。 |
| 柴蔚   | 何欣   |          | 梁又年的表妹、夏淼淼死黨，就讀海城大學新聞系，從小一直喜歡林開拓。后因林开拓与淼淼表白而疏远了淼淼一段时间，在解开心结后与淼淼道歉并和好，且停下对林开拓的追求。後被林开拓表白并跟林開拓在一起。 |
| 王润泽 | 林开拓 | 阿拓     | 一直以为自己的父亲是个大英雄，可殊不知因为他父亲好赌成性才导致母亲为了他的成长环境而与父亲离婚。與梁又年本是好朋友，後因雙方父母在一起，成爲異父異母的兄弟，并且与梁又年绝交，后和好。表面上叛逆，和梁又年势不两立并对梁父以及自己的母亲冷漠，实际上只是耍小孩子脾气。为了超越梁又年考上海城大学建筑系。平时自己打工赚钱来养自己，从不花家里一分钱。上大学后，努力学习获得奖学金来交学费。和夏淼淼是高中时期的同桌，喜欢夏淼淼，后表白被拒，得知淼淼与梁又年在一起后放下。在何欣停下对自己的追求后，发现喜欢上了何欣，跟何欣表白并在一起。 |
| 王博文 | 王一超 |          | 就讀于海城大學服裝系，喜歡方曉越，後和方曉越在一起，梁又年死黨。高中时，经常和梁又年在课上偷偷玩象棋。 |
| 朱近桐 | 方晓越 |          | 就讀于海城大學建築系。是建筑系系花与美術社副社長。她还是方氏集團的千金。为人温柔、有主见，在别人眼里，她和梁又年天生一对。喜歡梁又年，但当梁又年与夏淼淼在一起后，放手。後被王一超感动，与其在一起。 |
| 陈柯帆 | 王雨恬 |          | 海城大学服装系学生，夏淼淼学弟。高中时在梁又年父亲的画室见过夏淼淼而对淼淼一见钟情，因为淼淼而一直在努力变优秀。为了淼淼，考上了海城大学服装系。在淼淼留学回来后，表白，被拒。 |
| 徐海乔 | 陆鹏   |          | 夏淼淼高中班主任兼数学老师。李思辰外甥，一直住在李思辰家里，但要交房租。賈茵的單戀對象，後拒絕其表白。 |
| 呂一   | 贾茵   | 小茵老師 | 海城大學服裝系老師，喜歡陸鵬。向陸鵬表白被拒絕。为人古灵精怪、非常熱情，不按常理出牌。非常欣赏夏淼淼，説服其轉系。觉得她是个学服装设计的好苗子，她还给淼淼推荐了医生做治疗近视的手术。李思辰的暗戀對象，後逃避並拒絕其心意。 |
| 庄锭欣 | 杨曼玲 |          | 就讀于海城大學新闻系，是傳播社社長，何欣的學姐。 |
| 张梓豫 | 夏垚垚 |          | 夏淼淼的妹妹，是个姐控，很听姐姐话。成绩好。性格有点早熟以及叛逆。 |
| 王艺禅 | 李君曼 |          | 夏淼淼的妈妈，一心望女成凤，擅自幫女兒報讀海大建筑系。 |
| 赵科   | 夏建笙 |          | 夏淼淼的爸爸，非常疼爱淼淼和垚垚。是一名海員，長期不在家中。 |
| 王漪淼 | 林霞   | 阿霞     | 目前就讀海城大學服裝系，夏淼淼死黨。 |
| 胡炜   | 李思辰 |          | 海城大學建築系老师、陆鹏舅舅、梁又年父亲的学弟。喜歡贾茵，因此老是用不用交房租为交换，让陆鹏帮助他追贾茵。非常认可梁又年的建筑设计天赋，并开导梁又年对计算承重力的执着。 |
| 冉倩   | 楊雪   |          | 林開拓的妈妈，梁又年的继母。一直努力对梁又年好以及让林开拓融入到这个家庭。有时会因为一些事而开始瞎操心林开拓。 |
| 赵科   | 梁剛   |          | 梁又年的爸爸，林開拓的继父。为人严肃，但有时和蔼，是个美术老师。努力对林开拓好，有时会为了杨雪而教育梁又年。前妻的意外一直是他的心结，因此他不同意梁又年学建筑。但梁又年心意已决，所以他交待李思辰对梁又年严格要求，以此让梁又年知难而退，可梁又年的天赋很高，让李思辰非常欣赏。 |
| 李希萌 | 汤梦菲 |          | 目前就讀海城大學服裝系，喜歡梁又年。夏淼淼、何欣、林霞的死敌，后关系有所缓和。夏淼淼、林霞、方晓越室友。非常爱美，后成为模特。 |

## 电视剧歌曲
| 曲序 | 曲目                         | 演唱   |
| ---- | ---------------------------- | ------ |
| 1.   | 初戀（片头曲）               | 賴冠霖 |
| 2.   | 你能感受到我的心嗎（片尾曲） | 王博文 |
| 3.   | 命運（插曲）                 | 李依玲 |
| 4.   | 住在你的心臟（插曲）         | 黃鯤   |
| 5.   | 我只能離開（插曲）           | 顏人中 |
| 6.   | 愛我好吗（插曲）             | 王博文 |

## 收視率
| 中国 湖南卫视 首播收视率 |                |        |          |        |           |           |           |           |           |           |                                                       |
| 集數                     | 播出日期       | CSM59  | CSM59    | CSM59  | CSM全国网 | CSM全国网 | CSM全国网 | CSM16省网 | CSM16省网 | CSM16省网 | 備註                                                  |
| 集數                     | 播出日期       | 收視率 | 收視份額 | 排名   | 收視率    | 收視份額  | 排名      | 收視率    | 收視份額  | 排名      | 備註                                                  |
| 1-2                      | 2019年10月23日 | 0.854  | 7.794    | 6      | 0.32      | 4.32      | 8         | 0.274     | 3.587     | 7         |                                                       |
| 3-4                      | 2019年10月24日 | 0.953  | 9.121    | 7      | 0.31      | 4.19      | 11        | 0.329     | 4.291     | 6         | CCTV-8《一馬三司令》完結，《激情的岁月》1.5輪同日開播 |
| 5-6                      | 2019年10月28日 | 0.899  | 8.611    | 6      | 0.3       | 3.91      | 9         | 0.324     | 4.13      | 7         |                                                       |
| 7-8                      | 2019年10月29日 | 0.795  | 7.669    | 6      | 0.28      | 3.8       | 9         | 0.315     | 4.245     | 7         |                                                       |
| 9-10                     | 2019年10月30日 | 0.785  | 7.514    | 7      | 0.29      | 4.05      | 5         | 0.289     | 3.914     | 8         |                                                       |
| 11-12                    | 2019年10月31日 | 0.988  | 10.436   | 6      | 0.34      | 5.03      | 8         | 0.415     | 6.233     | 6         |                                                       |
| 13-14                    | 2019年11月4日  | 0.896  | 9.03     | 6      | 0.31      | 4.43      | 9         | 0.276     | 3.903     | 9         |                                                       |
| 15-16                    | 2019年11月5日  | 0.776  | 8.962    | 6      | 0.28      | 4.73      | 10        | 0.345     | 5.866     | 7         | CCTV-8《激情的岁月》1.5輪完結                         |
| 17-18                    | 2019年11月6日  | 0.755  | 8.014    | 8      | 0.27      | 4.22      | 12        | 0.286     | 4.574     | 11        | CCTV-8《掩不住的阳光》開播                            |
| 19-20                    | 2019年11月7日  | 1      | 10.331   | 6      | 0.36      | 5.33      | 8         | 0.366     | 5.434     | 8         | 江蘇《亲·爱的味道》完結，同時段改播綜藝節目           |
| 21-22                    | 2019年11月11日 | 0.861  | 7.803    | 6      | 0.32      | 4.23      | 9         | 0.341     | 4.408     | 8         |                                                       |
| 23-24                    | 2019年11月12日 | 0.841  | 8.207    | 3      | 0.28      | 4.01      | 9         | 0.338     | 4.694     | 7         |                                                       |
| 25-26                    | 2019年11月13日 | 0.917  | 8.736    | 6      | 0.34      | 4.7       | 8         | —         | —         | —         |                                                       |
| 27-28                    | 2019年11月14日 | 0.984  | 8.33     | 6      | 0.36      | 4.61      | 8         | 0.394     | 4.853     | 6         |                                                       |
| 29-30                    | 2019年11月18日 | 0.817  | 8.122    | 7      | 0.32      | 4.64      | 10        | 0.263     | 3.732     | 9         | CCTV-8《掩不住的阳光》完結                            |
| 31-32                    | 2019年11月19日 | 0.796  | 8.023    | 7      | 0.33      | 4.65      | 9         | 0.303     | 4.263     | 8         | CCTV-8《都是一家人》開播                              |
| 33-34                    | 2019年11月20日 | 0.796  | 7.931    | 6      | 0.34      | 4.99      | 7         | —         | —         | —         |                                                       |
| 35-36                    | 2019年11月21日 | 1.007  | 9.964    | 5      | 0.35      | 4.95      | 8         | 0.346     | 4.84      | 7         |                                                       |
| 平均收視                 | 平均收視       |        |          | 不適用 |           |           | 不適用    |           |           | 不適用    |                                                       |

1. 同时段或交叉时段主要节目：
  - CCTV-8：《一馬三司令》／《激情的岁月》／《掩不住的阳光》／《都是一家人》
  - 浙江：《我的機器人男友》
  - 江蘇：《親·愛的味道》
2. 数据由广视索福瑞提供，调查范围为四岁以上之观众。
3. 以上收视排名包括央视在内，CSM16省网排名不含央视。
4. 收視最低的集數以藍色表示，收視最高的集數以紅色表示
5. 资料来源：卫视这些事儿、TV未知数、卫视走光了、数据狮